# Elecciones parlamentarias de Dinamarca de 1968
Las elecciones parlamentarias de Dinamarca fueron realizadas el 23 de enero de 1968. Los Socialdemócratas se posicionó como el partido más grande del Folketing, obteniendo 62 de los 179 escaños. La participación electoral era de un 89.3% en Dinamarca continental, 56.6% en las Islas Feroe y un 56.3% en Groenlandia.

## Resultados
| Dinamarca                      | Dinamarca | Dinamarca | Dinamarca | Dinamarca |
| Partido                        | Votos     | %         | Escaños   | +/–       |
| ------------------------------ | --------- | --------- | --------- | --------- |
| Socialdemócratas               | 974 833   | 34.2      | 62        | –7        |
| Partido Popular Conservador    | 581 051   | 20.4      | 37        | +3        |
| Venstre                        | 530 167   | 18.6      | 34        | –1        |
| Partido Social Liberal         | 427 304   | 15.0      | 27        | +14       |
| Partido Popular Socialista     | 174 553   | 6.1       | 11        | –9        |
| Izquierda Socialista           | 57 184    | 2.0       | 4         | Nuevo     |
| Centro Liberal                 | 37 407    | 1.3       | 0         | –4        |
| Partido Comunista de Dinamarca | 29 706    | 1.0       | 0         | 0         |
| Partido Justicia               | 21 124    | 0.7       | 0         | 0         |
| Partido Independiente          | 14 360    | 0.5       | 0         | 0         |
| Partido Schleswig              | 6 831     | 0.2       | 0         | Nuevo     |
| Independientes                 | 127       | 0.0       | 0         | 0         |
| Votos en blanco/nulos          | 10 158    | –         | –         | –         |
| Total                          | 2 864 805 | 100       | 175       | 0         |
| Islas Feroe                    |           |           |           |           |
| Partido Popular                | 4 294     | 34.4      | 1         | 0         |
| Partido de la Igualdad         | 4 051     | 32.5      | 1         | 0         |
| Partido Unionista              | 3 242     | 26.0      | 0         | 0         |
| Partido Progresista            | 889       | 7.1       | 0         | Nuevo     |
| Votos en blanco/nulos          | 40        | –         | –         | –         |
| Total                          | 12 516    | 100       | 2         | 0         |
| Groenlandia                    |           |           |           |           |
| Independientes                 | 11 164    | 100       | 2         | 0         |
| Votos en blanco/nulos          | 519       | –         | –         | –         |
| Total                          | 11 683    | 100       | 2         | 0         |
| Fuente: Nohlen & Stöver        |           |           |           |           |